# Carmo do Paranaíba
Carmo do Paranaíba is een gemeente in de Braziliaanse deelstaat Minas Gerais. De gemeente telt 32.059 inwoners (schatting 2009).

## Aangrenzende gemeenten
De gemeente grenst aan Arapuá, Lagoa Formosa, Patos de Minas, Rio Paranaíba, Serra do Salitre en Tiros.